# Briséis (Chabrier)
Pour les articles homonymes, voir Briséis (homonymie).
Briséis ou Les amants de Corinthe est un drame lyrique inachevé en trois actes d'Emmanuel Chabrier sur un livret de Catulle Mendès et Ephraïm Mikhaël d'après le poème Die Braut von Korinth de Goethe.

## Historique
Il semble probable que Catulle Mendès (qui avait déjà écrit le livret de Gwendoline et les paroles des chansons Chanson de Jeanne et Lied de Chabrier) ait vu le potentiel d'un opéra dans La fiancée de Corinthe d'Ephraïm Mikhaël et Bernard Lazare et propose le projet à Chabrier. Chabrier travaille sur l'opéra de mai 1888 à 1893, date à laquelle sa mauvaise santé (paralysie du à un stade avancé de la syphilis) l'empèche de continuer.
Le premier acte (qui dure environ 75 minutes) est suffisamment achevé fin juin 1890 pour que Chabrier puisse le jouer à Mendès – l’orchestration est alors achevée fin septembre de la même année. En 1894, Chabrier demande à Vincent d'Indy de terminer l'œuvre, mais il est trop difficile d'assembler les brouillons. Pour cause de maladie, Chabrier n'achève que le premier acte (sur les trois projetés), qui est créé lors d'un concert commémoratif en l'honneur de Chabrier à Paris le 13 janvier 1897, sous la direction de Charles Lamoureux. Les héritiers de Chabrier demandent également à d'autres compositeurs – dont Debussy, Enescu et Ravel – de tenter de le compléter.
La première mise en scène de l'acte 1 a lieu au Neues Königliches Opernhaus de Berlin le 14 janvier 1899, sous la direction de Richard Strauss. Briséis est un opéra à la musique hautement érotique et à l'écriture séduisante, dont Strauss s'est peut-être souvenu lorsqu'il a composé Salomé.
Le Festival de Vichy met en scène Briséis dans une programmation avec Béatrice et Bénédict en 1954 avec Janette Vivalda dans le rôle titre, sous la direction de Paul Bastide.
Le manuscrit est à la Bibliothèque de l'Opéra , Paris. La publication de la partition en 1897 comprenait une édition limitée avec un portrait de Desmoulins, des hommages de plusieurs amis et compositeurs (Bruneau, Charpentier, Chausson, D'Indy, Lamoureux, Messager et Mottl), ainsi que des poèmes à la mémoire de Chabrier de de Régnier, Saint-Pol-Roux, van Lerberghe et Viélé-Griffin.
L'opéra Die Kriegsgefangene de Goldmark (1899) devait à l'origine s'appeler Briseis bien que le sujet soit différent.

## Rôles
| Rôle                                     | Type de voix  | Distribution lors de la création le 13 janvier 1897 Chef : Charles Lamoureux | Distribution lors de la première sur scène le 14 janvier 1899 Chef : Richard Strauss |
| ---------------------------------------- | ------------- | ---------------------------------------------------------------------------- | ------------------------------------------------------------------------------------ |
| Briséis                                  | soprano       | Éléonore Blanc                                                               | Ida Hiedler                                                                          |
| Hylas                                    | ténor         | Pierre-Émile Engel                                                           | Wilhelm Grüning                                                                      |
| Le Catéchiste                            | baryton       | Alexis Ghasné                                                                | Baptiste Hoffmann                                                                    |
| Stratoklès, serviteur de Thanastô        | basse         | M. Nicolaou                                                                  | Paul Knupfer                                                                         |
| Thanastô                                 | mezzo-soprano | Alba Chrétien-Vaguet                                                         | Marie Goetze                                                                         |
| Première servante                        | soprano       |                                                                              |                                                                                      |
| Deuxième servante                        | soprano       |                                                                              |                                                                                      |
| Vieux marin                              |               |                                                                              |                                                                                      |
| Un autre marin                           |               |                                                                              |                                                                                      |
| Refrain : Marins; Serviteurs de Thanastô |               |                                                                              |                                                                                      |

## Argument
L'action se passe à Corinthe sous le règne de l'empereur Hadrien.

### Acte 1
Scène 1
Hylas, amoureux de Briséis, souhaite faire fortune en Syrie mais s'arrête dans la maison où elle vit avec sa mère malade Thanastô. Alors qu'apparaît Briséis, Hylas invoque Eros.
Scène 2
Briséis et Hylas jurent par Kypris [Aphrodite] de s'aimer jusqu'à leurs derniers jours. Briséis insiste sur le fait que l'amour doit survivre à la mort dans le tombeau. Hylas part.
Scène 3
Thanastô implore Dieu de la sauver pour sauver les âmes des païens qui l'entourent, tout en regrettant que sa fille ne partage pas ses croyances chrétiennes. Briséis , tout en craignant les tentations auxquelles Hylas est confronté, jure de sauver sa mère déchirée par la maladie et la douleur.
Scène 4
Pendant que les serviteurs et Briséis invoquent les dieux païens, le catéchiste arrive et prie pour Thanastô, disant à Briséis que si elle le suit, sa mère sera sauvée. Thanastô avait fait promettre à sa fille de rester vierge « pour l'éternité, épouse de Dieu ». Briséis se soumet et suit le catéchiste.

### Actes 2 et 3
(Naufragé à l'endroit où Briséis a été baptisée, Hylas lui rappelle le vœu qu'elle lui a fait. Briséis se suicide puis fait appel à Hylas pour qu'il la rejoigne dans le tombeau nuptial. Après avoir respiré le parfum mortel des fleurs qu'elle lui offre, il le fait, à la grande surprise des chrétiens et des païens.)

## Enregistrements
- Hyperion 1994 : Joan Rodgers (en) - Mark Padmore - Simon Keenlyside - Michael George - Kathryn Harries - chef d'orchestre Jean-Yves Ossonce. Chœurs du Scottish Opera, BBC Scottish Symphony Orchestra (CDA66803) (enregistrement du premier concert au Royaume-Uni à l'Usher Hall le 18 août 1994).